# Patrick Baum
Patrick Baum (Worms, 23 juni 1987) is een Duits tafeltennisser. In 2010 en 2011 verloor hij de finale van de Europese kampioenschappen tafeltennis van de Duitser Timo Boll. Baum is linkshandig en speelt de shakehandgreep. Vanaf 2021 speelt hij in de Deuitse Bundesliga bij TTC Zugbrücke Grenzau.